# Hit Me Hard and Soft
Hit Me Hard and Soft (zapis stylizowany: HIT ME HARD AND SOFT) – trzeci album studyjny amerykańskiej piosenkarki Billie Eilish wydany 17 maja 2024 roku przez wytwórnię Darkroom i Interscope Records. Autorami tekstów jest wokalistka oraz jej brat Finneas O’Connell, który wyprodukował krążek.

## Promocja i wydanie
W grudniu 2021 Finneas O’Connell powiedział w wywiadzie dla magazynu Rolling Stone, że rozpoczęły się przygotowania do tworzenia trzeciego albumu studyjnego Billie Eilish. Informacja została potwierdzona przez piosenkarkę w lipcu 2022. W grudniu 2023 podczas wywiadu w The Tonight Show Starring Jimmy Fallon Eilish poinformowała, że płyta jest „prawie skończona”. Kampania promująca krążek rozpoczęła się w kwietniu 2024, kiedy w Australii, Wielkiej Brytanii oraz Stanach Zjednoczonych zostały wywieszone billboardy z teksami nowych piosenek Billie Eilish. Dodatkowo piosenkarka zmieniła zdjęcie profilowe na Instagramie. 13 kwietnia 2024 wystąpiła jako DJ na festiwalu Coachella i zaprezentowała trzy nowe piosenki „Lunch”, „L’Amour de Ma Vie” i „Chihiro”. Utwór „Birds of a Feather” został przedpremierowo zawarty w zwiastunie trzeciego sezonu serialu Heartstopper.
Album został wydany 17 maja 2024 wraz z pierwszym singlem promocyjnym „Lunch”. Krążek zadebiutował na platformie Spotify z liczbą 72, 7 mln odtworzeń, co stanowi najlepszy debiut albumu Eilish w historii platformy.  Wydawnictwo zajęło drugie miejsce na liście Billboard 200, a każdy z utworów na nim zawarty znalazł się na liście Billboard Hot 100. 22 maja 2024 wydano rozszerzoną wersję piosenki „L’Amour de Ma Vie” zatytułowaną  „L’Amour de Ma Vie (Over Now)”. Drugim singlem promocyjnym została utwór „Birds of a Feather.
W Polsce nagrania uzyskały certyfikat trzykrotnie platynowej płyty. Piosenkarka otrzymała sześć nominacji do nagród Grammy za pracę nad krążkiem w tym w kategorii album roku oraz piosenka roku („Birds of a Feather”).

## Lista utworów
Opracowano na podstawie materiału źródłowego. 
| Wersja standardowa | Wersja standardowa   | Wersja standardowa                | Wersja standardowa |
| Nr                 | Tytuł utworu         | Autorzy                           | Długość            |
| ------------------ | -------------------- | --------------------------------- | ------------------ |
| 1.                 | „Skinny”             | Billie Eilish · Finneas O’Connell | 3:39               |
| 2.                 | „Lunch”              | Eilish · O’Connell                | 3:00               |
| 3.                 | „Chihiro”            | Eilish · O’Connell                | 5:03               |
| 4.                 | „Birds of a Feather” | Eilish · O’Connell                | 3:30               |
| 5.                 | „Wildflower”         | Eilish · O’Connell                | 4:21               |
| 6.                 | „The Greatest”       | Eilish · O’Connell                | 4:53               |
| 7.                 | „L’Amour de Ma Vie”  | Eilish · O’Connell                | 5:33               |
| 8.                 | „The Diner”          | Eilish · O’Connell                | 3:05               |
| 9.                 | „Bittersuite”        | Eilish · O’Connell                | 4:58               |
| 10.                | „Blue”               | Eilish · O’Connell                | 5:43               |
|                    |                      |                                   | 43:45              |

## Notowania
| Lista przebojów (2024)              | Najwyższa pozycja |
| ----------------------------------- | ----------------- |
| Australia (ARIA Charts)             | 1                 |
| Austria (Ö3 Austria Top 40)         | 1                 |
| Belgia (Ultratop Flandria)          | 1                 |
| Belgia (Ultratop Walonia)           | 1                 |
| Czechy (ČNS IFPI)                   | 1                 |
| Dania (Album Top-40)                | 1                 |
| Finlandia (Suomen virallinen lista) | 1                 |
| Francja (SNEP)                      | 1                 |
| Hiszpania (PROMUSICAE)              | 1                 |
| Irlandia (OCC)                      | 1                 |
| Kanada (Billboard Canadian Albums)  | 1                 |
| Litwa (Albumų Top 100)              | 1                 |
| Niemcy (Media Control Charts)       | 1                 |
| Norwegia (VG-Lista)                 | 1                 |
| Nowa Zelandia (Recorded Music NZ)   | 1                 |
| Polska (ZPAV)                       | 1                 |
| Portugalia (AFP)                    | 1                 |
| Słowacja (ČNS IFPI)                 | 1                 |
| Stany Zjednoczone (Billboard 200)   | 2                 |
| Szwecja (Sverigetopplistan)         | 1                 |
| Węgry (MAHASZ)                      | 1                 |
| Wielka Brytania (OCC)               | 1                 |
| Włochy (FIMI)                       | 2                 |